# Rio Itapanhaú
Rio Itapanhaú är ett vattendrag i Brasilien.   Det ligger i delstaten São Paulo, i den sydöstra delen av landet, 900 km söder om huvudstaden Brasília.
I omgivningarna runt Rio Itapanhaú växer i huvudsak städsegrön lövskog. Runt Rio Itapanhaú är det tätbefolkat, med 411 invånare per kvadratkilometer.